# Melinești
Melinești – wieś w Rumunii, w okręgu Dolj, w gminie Melinești. W 2011 roku liczyła 748 mieszkańców.